# Arno Herzig

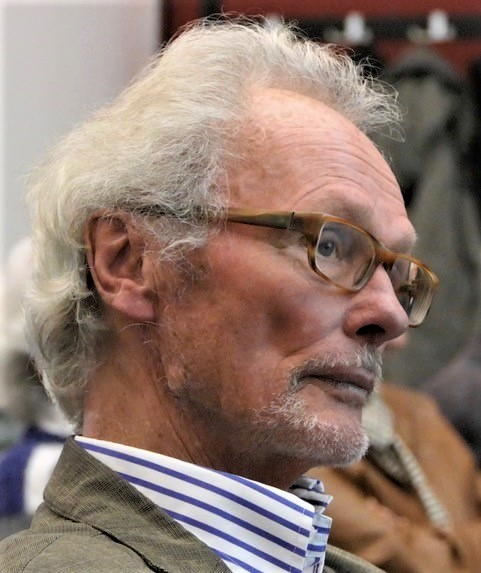
Arno Herzig (2018)

Arno Herzig (* 19. Juni 1937 in Albendorf, Landkreis Glatz, Provinz Niederschlesien) ist ein deutscher Historiker mit dem Schwerpunkt Frühe Neuzeit.

## Leben
Arno Herzig verbrachte seine Kindheit in Grafenort in der Grafschaft Glatz. Vor dort wurde er zusammen mit seiner Familie 1946 vertrieben. Nach dem Abitur am Gymnasium Josephinum Hildesheim studierte er Geschichte, Germanistik und Geographie an der Universität Würzburg. Dort wurde er 1966 über die Deutschordenskommende Würzburg promoviert. Er habilitierte sich 1973 und lehrte ab 1979 bis zur Emeritierung im Jahr 2002 Geschichte der Frühen Neuzeit am Historischen Seminar der Universität Hamburg.
Herzig weist zahlreiche Forschungsprojekte und Publikationen auf unter anderem zur deutsch-jüdischen Geschichte, zur Reformationsgeschichte und Konfessionalisierung sowie zur Geschichte Schlesiens. Er führte das Konzept der Rekatholisierung, das sich an der Konfessionalisierung orientiert, in die frühneuzeitliche Forschung ein.
Seine Beschäftigung mit Schlesien führte zu seinem 70. Geburtstag zu einer Festschrift, die nur von polnischen Autoren geschrieben wurde. Dies ist für einen deutschen Historiker bisher noch nie der Fall gewesen. Herzig ist seit 2002 korrespondierendes Mitglied der Historischen Kommission für Westfalen, Mitglied der Historischen Kommission für Schlesien und des Leo-Baeck-Arbeitskreises. Herzig erhielt 2010 insbesondere für seine Aufsätze und Monographien zur Geschichte Schlesiens den Kulturpreis Schlesien des Landes Niedersachsen. Über Gabriel Riesser legte er 2008 ein Lebensbild vor.
Zu seinen Schülern zählt Burghart Schmidt.

## Schriften
Monographien
- Judentum und Emanzipation in Westfalen. Aschendorff, Münster 1973, ISBN 3-402-05874-X.
- Der Allgemeine Deutsche Arbeiter-Verein in der deutschen Sozialdemokratie. Dargestellt an der Biographie des Funktionärs Carl Wilhelm Tölcke (1817–1893). Colloquium, Berlin 1979, ISBN 3-7678-0465-4.
- Abraham Jacobi. Die Entwicklung zum sozialistischen und revolutionären Demokraten. Briefe, Dokumente, Presseartikel (1848–1853). Mindener Geschichtsverein, Minden 1980.
- „In unsern Herzen glüht der Freiheit Schein“. Die Entstehungsphase der bürgerlichen und sozialen Demokratie in Minden (1848–1878). Mindener Geschichtsverein, Minden 1981.
- mit Rainer Sachs: Der Breslauer Gesellenaufstand von 1793. Die Aufzeichnungen des Schneidermeisters Johann Gottlieb Klose. Darstellung und Dokumentation. Schwartz, Göttingen 1987, ISBN 3-509-01398-0.
- Unterschichtenprotest in Deutschland 1790–1870. Vandenhoeck & Ruprecht, Göttingen 1988, ISBN 3-525-33543-1 (japanische Übersetzung: Hisashi Yano, Tokio 1993).
- Reformatorische Bewegungen und Konfessionalisierung. Die habsburgische Rekatholisierungspolitik in der Grafschaft Glatz. Dölling und Galitz, Hamburg 1996, ISBN 3-930802-22-8.
- Jüdische Geschichte in Deutschland. Von den Anfängen bis zur Gegenwart. C. H. Beck, München 1997; 2., durchgesehene und aktualisierte Auflage ebenda 2002, ISBN 3-406-47637-6.
- Beiträge zur Sozial- und Kulturgeschichte Schlesiens und der Grafschaft Glatz. Gesammelte Aufsätze zum 60. Geburtstag. Forschungsstelle Ostmitteleuropa, Dortmund 1997, ISBN 3-923293-56-9.
- Der Zwang zum wahren Glauben. Rekatholisierung vom 16. bis zum 18. Jahrhundert. Vandenhoeck & Ruprecht, Göttingen 2000, ISBN 3-525-01384-1.
- Konfession und Heilsgewissheit. Schlesien und die Grafschaft Glatz in der frühen Neuzeit. Verlag für Regionalgeschichte, Bielefeld 2002, ISBN 3-89534-459-1.
- als Bearbeiter: Jüdische Quellen zur Reform und Akkulturation der Juden in Westfalen. Aschendorff, Münster 2005, ISBN 3-402-05762-X.
- mit Małgorzata Ruchniewicz: Geschichte des Glatzer Landes. Dobu, Hamburg 2006, ISBN 3-934632-12-2 (gleichzeitig auf Polnisch erschienen).
- Gabriel Riesser. Ellert & Richter, Hamburg 2008, ISBN 978-3-8319-0311-5.
- Schlesien. Das Land und seine Geschichte in Bildern, Texten und Dokumenten. Ellert & Richter, Hamburg 2008, ISBN 978-3-8319-0282-8.
- mit Małgorzata Ruchniewicz: Kleine Geschichte des Glatzer Landes. Bergstadtverlag Wilhelm Gottlieb Korn, Freiburg und Görlitz 2011, ISBN 978-3-87057-308-9.
- Jüdisches Leben in Minden und Petershagen. Mindener Geschichtsverein, Minden 2012, ISBN 978-3-929894-32-5.
- Das Interesse an den Juden in der Frühen Neuzeit. Studien zur Kontinuität und zum Wandel des Judenbildes. Dobu, Hamburg 2012, ISBN 978-3-934632-46-2.
- Geschichte Schlesiens. Vom Mittelalter bis zur Gegenwart. C. H. Beck, München 2015, ISBN 978-3-406-67665-9.
- 900 Jahre jüdisches Leben in Schlesien. Senfkorn-Verlag, Görlitz 2018, ISBN 978-3-935330-44-2.
- Aspekte der Breslauer Geschichte. Reformation – Judentum – Universität. Senfkorn-Verlag, Görlitz 2020, ISBN 978-3-935330-96-1.

Herausgeberschaften
- Judentum und Aufklärung. Jüdisches Selbstverständnis in der bürgerlichen Öffentlichkeit. Vandenhoeck & Ruprecht, Göttingen 2002, ISBN 3-525-36262-5.
- Glaciographia Nova. Festschrift für Dieter Pohl [zu seinem 70. Geburtstag]. Dobu, Hamburg 2004, ISBN 3-934632-05-X.
- Schlesische Lebensbilder. Band 8: Schlesier des 14. bis 20. Jahrhunderts. Degener, Insingen 2004, ISBN 3-7686-3501-5.
- mit Cay Rademacher: Die Geschichte der Juden in Deutschland. Ellert & Richter, Hamburg 2007, ISBN 978-3-8319-0264-4.